# Torneo de Metz 2018
El Moselle Open 2018 fue un torneo de tenis perteneciente al ATP Tour 2018 en la categoría ATP World Tour 250. El torneo tuvo lugar en la ciudad de Metz (Francia) desde el 17 hasta el 23 de septiembre de 2018 sobre canchas duras.

## Distribución de puntos
| Modalidad            | Campeón | Finalista | Semifinales | Cuartos de final | 2ª ronda | 1ª ronda | Clasificados | 2ª ronda de clasificación | 1ª ronda de clasificación |
| Individual masculino | 250     | 165       | 100         | 50               | 25       | 0        | 13           | 7                         | 0                         |
| Dobles masculino     | 250     | 150       | 90          | 45               | 20       | 0        | -            | -                         | -                         |

## Cabezas de serie

### Individuales masculino
| Tenista               | Ranking | Preclasificado |
| Kei Nishikori         | 12      | 1              |
| Stefanos Tsitsipas    | 15      | 2              |
| Lucas Pouille         | 19      | 3              |
| Richard Gasquet       | 24      | 4              |
| Nikoloz Basilashvili  | 31      | 5              |
| Adrian Mannarino      | 32      | 6              |
| Filip Krajinović      | 33      | 7              |
| Philipp Kohlschreiber | 36      | 8              |

- Ranking del 10 de septiembre de 2018.[2]

### Dobles masculino
| Tenista                              | Ranking | Preclasificados |
| Nicolas Mahut Édouard Roger-Vasselin | 43      | 1               |
| Aisam-ul-Haq Qureshi Artem Sitak     | 74      | 2               |
| Wesley Koolhof Andrés Molteni        | 92      | 3               |
| Ken Skupski Neal Skupski             | 106     | 4               |

## Campeones

### Individual masculino
Gilles Simon venció a  Matthias Bachinger por 7-6(7-2), 6-1

### Dobles masculino
Nicolas Mahut /  Édouard Roger-Vasselin vencieron a  Ken Skupski /  Neal Skupski por 6-1, 7-5